# 金巴沃德
金巴沃德是印度北阿坎德邦金巴沃德县的一个城镇。总人口3958（2001年）。

## 人口
该地2001年总人口3958人，其中男性2273人，女性1685人；0—6岁人口559人，其中男307人，女252人；识字率73.47%，其中男性为78.22%，女性为67.06%。